# Teatro comunale Città di Vicenza
Il teatro comunale Città di Vicenza è una moderna struttura teatrale, progettata dall'architetto Gino Valle, inaugurata nel 2007. Collocato in viale Mazzini a Vicenza, il teatro propone stagioni artistiche di danza, prosa, musica sinfonica e cameristica.

## Descrizione
Il teatro dispone di due sale, la maggiore da 910 posti e il ridotto da 380. Le poltrone sono rosse e tutta la pavimentazione è in legno. Il rivestimento interno è nero ed è ritmato da pannelli acustici sospesi che convogliano il suono dal palcoscenico verso la platea. I giunti tra i pannelli nascondono un'illuminazione indiretta a led con tagli di luce che articolano pareti e soffitto.
Il palcoscenico della sala maggiore è dotato di molteplici macchinari scenici che favoriscono diversi allestimenti tra cui: una piattaforma traslante e rotante, il piano del palco diviso in quattro settori riposizionabili a diversi livelli e la fossa dell'orchestra con anch'essa una porzione mobile a più livelli.
Esternamente è caratterizzato da un'alternanza di fasce a mattoni rossi e inserti in pietra bianca, che richiamano le prospicienti mura medioevali, ma anche i colori della città.

## Storia

### La questione della mancanza di un teatro in città
Vicenza fino alla seconda guerra mondiale era dotata di diversi teatri. Le strutture più importanti erano il Teatro Olimpico (capolavoro del Palladio), il teatro Eretenio (costruito nel 1784) e il teatro Verdi (inaugurato con tale nome nel 1901, ma già esistente con il nome di "comunale" dal 1886). Durante la seconda guerra mondiale, nel bombardamento alleato del 2 aprile 1944 queste ultime due strutture furono colpite e ridotte ad un ammasso di macerie.
Orfana delle due strutture, Vicenza si rese conto ben presto che il Teatro Olimpico non poteva sopportare tanti sforzi. L'opera palladiana, infatti, dispone di posti limitati e non ha una scenografia modificabile (né un impianto di riscaldamento). Le priorità però erano ben altre: sfollati, orfani, vedove, danni al patrimonio artistico, alle industrie e all'agricoltura imposero di aspettare diversi anni perché si arrivasse ad un progetto.

### Storia dei diversi progetti dal dopoguerra
La storia della costruzione di un nuovo teatro nel dopoguerra a Vicenza è stata particolarmente sofferta, essendo durata 60 anni e avendo contemplato 36 studi e progetti.
Nell'estate del 1969 il Comune chiese ai vicentini di scegliere fra tre progetti per la ricostruzione del teatro distrutto in guerra. I modelli in scala vennero messi in mostra a Palazzo Chiericati e visionati da un folto gruppo di cittadini. I progetti presentati erano quelli di Carlo Scarpa, Franco Albini e Ignazio Gardella, tra i più importanti architetti italiani dell'epoca. Carlo Scarpa presentò, in polemica con le condizioni poste dal concorso che egli riteneva troppo restrittive, una soluzione che fu scartata in quanto troppo costosa. Sembrava che ci si orientasse verso il progetto di Albini ma, terminata l'esposizione dei modelli, l'iter si bloccò.
Nella primavera del 1978 l'imprenditore Gaetano Ingui rilanciò il dibattito sul teatro offrendo alla città una struttura "chiavi in mano" in cambio della realizzazione di un complesso commerciale-direzionale più albergo nell'area dell'ex Verdi. Il Comune prese tempo e bandì un altro concorso di idee. Fra i progetti spiccava quello del brasiliano Oscar Niemeyer, che prevedeva la costruzione di due torri cilindriche bianche in Campo Marzo; quello dei fratelli Dalla Massara, che disegnarono un complesso polifunzionale comprendente il teatro. Anche questo concorso tuttavia non ebbe esiti esecutivi.
Sembra doveroso aggiungere che il progetto Niemayer non poteva essere realizzato perché  proposto in area vincolata dal 1450 dalla famiglia Valmarana. come confermato dalle Sovrintendenze anche recenti. Il progetto dalla Massara era l'unico tra tutti i presentati: 'realizzabile'. Lo si costruiva infatti sulle orme del precedente Teatro Verdi e dove prima ancora era la vecchia Cavallerizza. 
Il progetto è  ben illustrato nel bel volume di Antonio Di Lorenzo dal titolo "L'altalena dei sogni" , I 36 progetti per Vicenza. in questo si fa riferimento anche al Museo di Bilbao di F O Gehry, che però  è  del 1997.
Nella notte del 29 settembre 1979 il Consiglio comunale approvò a larga maggioranza il progetto di Ignazio Gardella per il teatro da ricostruire in viale Verdi (dove c'era il teatro distrutto). La gara d'appalto si svolse a fine maggio del 1980: la prima ditta viene esclusa per eccesso di ribasso e i lavori non vennero più assegnati, sia vista la tenacia delle voci contrarie, sia a causa di problemi politici che spaccavano i partiti a Vicenza. Nell'autunno dello stesso anno anche il ministero bocciò il progetto, ritenuto dannoso per Campo Marzo.
Visto il no del Ministero, nella primavera del 1985 fu deciso di scegliere un'altra zona per la futura struttura teatrale e venne individuata quella di viale Mazzini. Il progetto scelto fu quello dell'architetto udinese Gino Valle, che s'inserisce in un disegno urbanistico che venne battezzato dal sindaco Antonio Corazzin come "il nuovo centro storico della Vicenza del Duemila". Il Consiglio comunale approvò il progetto nel 1987, ma ancora senza esito.

### La costruzione del teatro

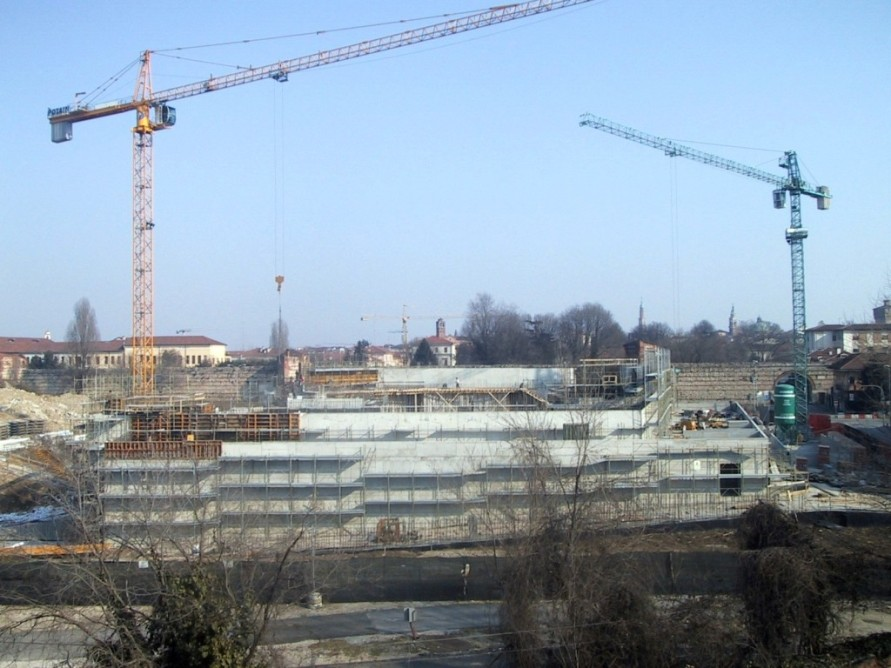
Il cantiere del Teatro

Nel 2001 il comune con il Sindaco Enrico Hullweck riaprì l'ipotesi del nuovo teatro e decise di finanziarne i costi con la vendita della Centrale del latte di Vicenza, per 26 milioni di euro. All'architetto Valle venne allora chiesto di rielaborare il progetto, che venne infine approvato dal Consiglio comunale. La gara d'appalto fu vinta dalla ditta fiorentina Co.Gi. di proprietà di Giuseppe Coccimiglio (ex presidente del Foggia Calcio). Dopo una bonifica dell'area di viale Mazzini dove sorge il cantiere, comprendente l'abbattimento del centro sociale autogestito "Ya Basta!" inviso all'amministrazione, la ditta iniziò i lavori nel gennaio 2002. A fine 2004 tuttavia la ditta iniziò a non pagare più i lavoratori e giunse al fallimento. Gli operai protestarono fino all'occupazione del cantiere. Il Comune licenziò la ditta e i lavori si bloccarono. Il 22 giugno 2005, dopo 6 mesi di cantiere fermo, si giunse alla firma di un nuovo contratto con la seconda classificata nella gara d'appalto, l'Intercantieri Vittadello di Limena (PD).
La ditta riuscì a recuperare il ritardo sulla tabella di marcia, portando a compimento i lavori.
I lavori terminarono il 9 novembre 2007, in anticipo di un mese e mezzo. Questo portò il Comune a premiare la ditta con 450.000 euro, il massimo previsto in caso di chiusura anticipata del cantiere.

### Inaugurazione
Il programma dell'inaugurazione, avvenuta il 10 dicembre 2007, venne congegnato come omaggio alle quattro arti che andranno a trovare ospitalità nella struttura di Gino Valle (prosa, lirica, musica e balletto). A presentare la serata inaugurale è stata Milly Carlucci, ad omaggiare la prosa è intervenuto Eros Pagni che ha recitato un pezzo del Mercante di Venezia insieme a Lina Sastri, Giorgio Albertazzi ed Alessandro Gassmann. La musica è stata portata sul palco dall'orchestra del Teatro Olimpico e dal coro Pueri Cantores di Vicenza; la lirica dal tenore Josè Cura e dal soprano Sonia Peruzzo; la danza dalle ballerine Svetlana Zakharova (étoile del Bol'šoj di Mosca) ed Eleonora Abbagnato (prima ballerina dell'Opéra di Parigi). La regia è stata affidata a Luca De Fusco, al tempo direttore del teatro stabile del Veneto.

## Gestione ed organizzazione
Nel 2007 venne costituita la Fondazione Teatro comunale Città di Vicenza che gestirà il teatro fino al 2050; i soci fondatori sono:
- Comune di Vicenza
- Regione del Veneto

Come soci sostenitori invece:
- Fondazione Cassa di Risparmio di Verona, Vicenza, Belluno e Ancona.
- Intesa Sanpaolo

Alla fondazione la presidenza venne assunta dall'allora sindaco di Vicenza Enrico Hüllweck.

Dal 2010 al 2016 la presidenza è passata all'architetto e designer vicentino Flavio Albanese a cui sono succeduti il manager Roberto Ditri (2016-2020) e nuovamente Enrico Hüllweck (attuale presidente).
La programmazione artistica è curata in collaborazione con partner esterni:
- Società del Quartetto di Vicenza per quanto riguarda la stagione concertistica
- ArteVen per la stagione di danza e di prosa
- Orchestra del Teatro Olimpico per la stagione sinfonica

La Direzione Artistica è affidata a Giancarlo Marinelli.
Oltre ad essere luogo di spettacolo e di musica, il teatro comunale ospita regolarmente convegni e meeting aziendali di livello regionale e nazionale.